# Caspar (Californië)
Caspar is een dorp aan de kust van Mendocino County, California. In de regio ligt het Point Cabrillo Light Station, gebouwd in 1909.
Het dorp is in 1857 gesticht door Siegfried Caspar, die het gebied later verkocht aan Jacob Green Jackson, een van de oprichters van de Caspar Lumber Company, wat Caspar tot een belangrijk 'houtkap'-dorp in Noord-Californië maakte.
De United States Census Bureau erkent Caspar overigens niet als dorp of Census-designated place. Er wonen 317 mensen, verdeeld over 145 huishoudens (2000).

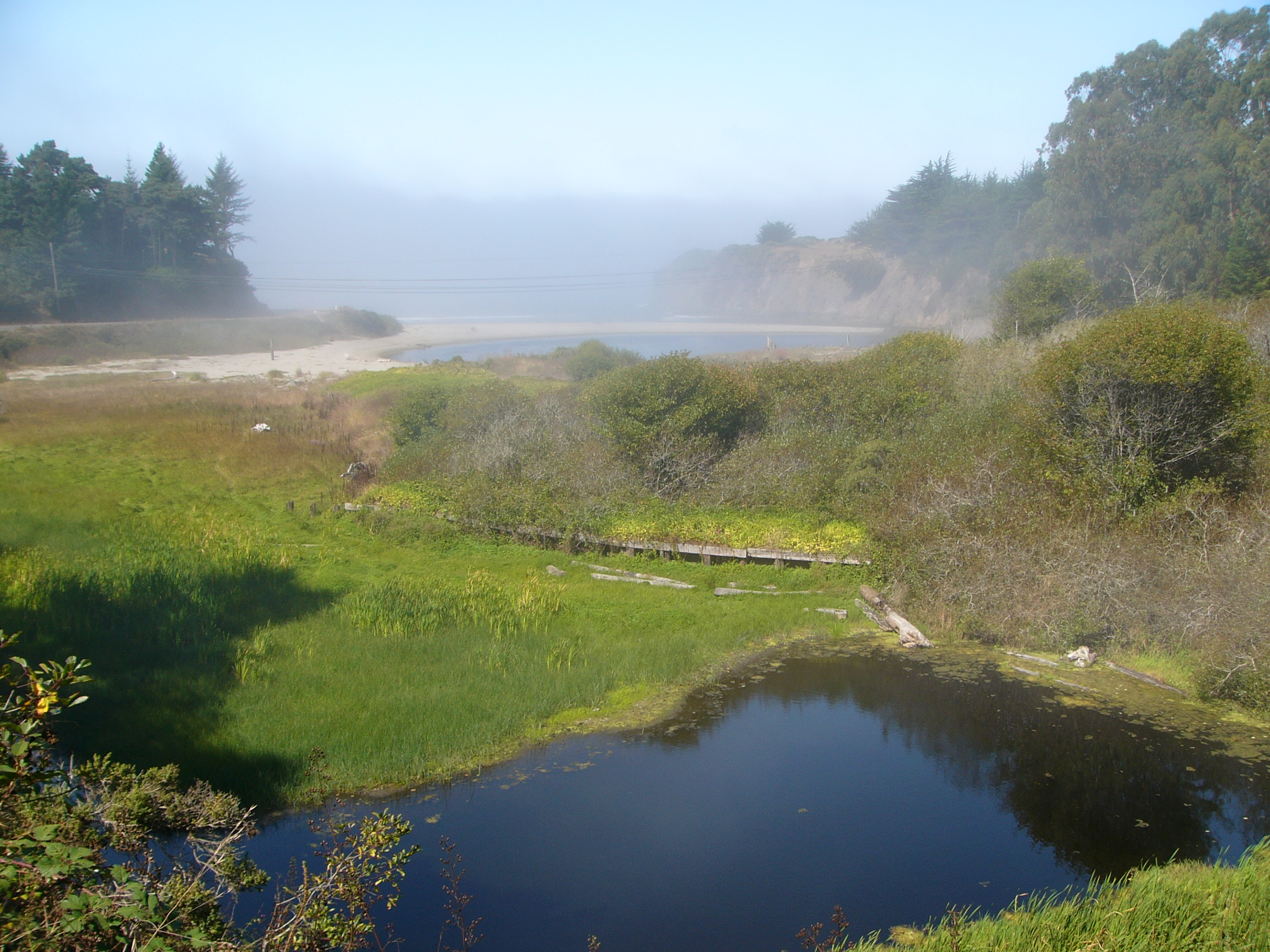
Zeearm waar de zagerij gestaan heeft